# Project Gotham Racing (jogo eletrônico)
Project Gotham Racing é um jogo de corrida de 2001 desenvolvido pela Bizarre Creations e publicado pela Microsoft Game Studios, lançado exclusivamente para o console Xbox como um título de lançamento. Ele serve como o sucessor espiritual do Metropolis Street Racer da Bizarre e mantém o sistema Kudos, que concede pontos por habilidades e estilo de direção, necessários para a progressão, em vez de apenas terminar as corridas em primeiro lugar. As corridas ocorrem em quatro cidades do mundo real, com um total de 204 circuitos exclusivos. O jogo alcançou sucesso crítico e comercial, lançando a série exclusiva Project Gotham Racing que continuou com Project Gotham Racing 2 em 2003.

## Jogabilidade

Captura de tela do jogo de um Mercedes-Benz SLK 2000 320 em uma corrida em 4º lugar em Asakusa, Tóquio, Japão

O Project Gotham Racing apresenta três modos de jogo principais: Kudos Challenge, Quick Race e Arcade Race. O Desafio de Kudos compreende vários eventos de estilo nos quais os jogadores podem ganhar uma medalha de ouro, prata ou bronze ao alcançar com sucesso uma quantidade específica de Kudos. Esses eventos incluem, mas não estão limitados a, Style Challenges, onde os jogadores navegam por conjuntos de cones de trânsito na pista; Ultrapassar, que exige que os jogadores superem o maior número possível de carros; e Speed Challenge, onde os jogadores devem garantir que seu velocímetro atinja um alvo designado. Quick Race envolve competir em várias corridas contra cinco oponentes de computador, enquanto Arcade Race consiste em uma coleção adicional de desafios de estilo.

### Sistema de Kudos
O avanço no Project Gotham Racing, diferente de outros jogos de corrida, exige que os jogadores dirijam rápido o suficiente para enfrentar os desafios definidos, ao mesmo tempo em que marcam pontos de Kudos suficientes para progredir. Os pontos de Kudos são ganhos por meio de várias habilidades de direção, como deslizamento nas curvas em alta velocidade, dirigir sobre duas rodas ou ultrapassar personagens não jogadores durante a corrida. Quanto mais tempo uma acrobacia for mantida, mais pontos o jogador recebe. No entanto, colidir com as muretas de proteção ou outros obstáculos resultará na perda dos pontos de Kudos ganhos com essa façanha.

### Conteúdo do jogo
Há um total de 29 carros licenciados no Project Gotham Racing o Mini Cooper-S, Toyota MR2 Spyder e Mercedes-Benz SLK 320 inicialmente disponíveis até a Ferrari F50 e o Porsche Carrera GT de última geração.  Danos visíveis ao carro, como solavancos, estão presentes quando o carro do jogador é atingido; No entanto, isso é puramente estético e não afeta o desempenho de direção.
O jogo apresenta quatro cidades mundiais recriadas de forma realista: São Francisco, Londres e Tóquio, que retornam de Metropolis Street Racer, ao lado da recém-introduzida cidade de Nova York. Cada cidade é dividida em três distritos distintos (por exemplo, Fisherman's Wharf), e cada distrito contém 17 circuitos, resultando em um total de 204 configurações.
O jogo apresenta 12 estações de rádio, cinco das quais são baseadas em estações da vida real (HOT 97, Live 105, Capital 95.8, Xfm London 104.9 e InterFM), apresentando as vozes de DJs reais como Angie Martinez. A trilha sonora é diversificada, incluindo faixas em japonês e seleções de artistas obscuros e underground.

## Desenvolvimento e lançamento
A Bizarre Creations não recebeu o retorno financeiro de Metropolis Street Racer, que estava acima do orçamento, atrasado para o mercado e lançado pouco antes da descontinuação do hardware do Dreamcast. Inicialmente, a Microsoft pediu à Bizarre uma conversão para seu próximo Xbox, mas os desenvolvedores decidiram evoluir ainda mais o jogo para criar um título de lançamento "digno", exigindo uma mudança de nome, já que o título original era de propriedade da Sega.
O jogo foi revelado sob o título provisório Project Gotham no Gamestock 2001 em 13 de março daquele ano. A demo apresentada foi uma versão inicial, embora os fundamentos do jogo já estivessem estabelecidos. A equipe de desenvolvimento tirou mais de 50.000 fotografias nas quatro cidades da vida real para capturar todos os detalhes e projetar os ambientes do jogo com a maior precisão possível. A equipe também se dedicou a garantir que o jogo funcionasse sem problemas a 60 quadros por segundo, mesmo com multijogador em tela dividida. Project Gotham Racing foi o primeiro jogo de corrida desde Need for Speed: High Stakes a garantir oficialmente as licenças da Ferrari e da Porsche. Comparado ao Metropolis Street Racer, muitos carros exóticos de alta qualidade foram adicionados ao Projeto Gotham.
A mecânica de Kudos também passou por pequenas mudanças no Project Gotham Racing, com pontos concedidos com base na melhor tentativa de várias tentativas, em vez do sistema de risco e recompensa usado em Metropolis Street Racer.

## Recepção
Project Gotham Racing recebeu críticas favoráveis de acordo com o agregador de análises, Metacritic. A NextGen afirmou que o jogo "tem brilho, variedade e originalidade suficientes para competir com os melhores do gênero e dar aos speedfreaks um ótimo motivo para entrar na onda do Xbox".
Em 2005, o então presidente da Microsoft, Bill Gates, descreveu o Project Gotham Racing como seu jogo favorito.

### Prêmios
O jogo foi indicado para os prêmios anuais de "Melhor Jogo de Xbox" da GameSpot e, entre os jogos de console, de "Melhor Jogo de Direção"; essas honras acabaram indo para Halo: Combat Evolved e Gran Turismo 3: A-Spec, respectivamente. Durante o 5º Annual Interactive Achievement Awards, a Academia de Artes & Ciências Interativas nomeou Project Gotham Racing para o prêmio "Console Racing", que acabou indo para Gran Turismo 3: A-Spec.

### Vendas
O jogo vendeu mais de 1 milhão de unidades globalmente em julho de 2002, tornando-se o segundo jogo mais vendido (ao lado de Dead or Alive 3) a atingir esse marco depois de Halo: Combat Evolved. Em julho de 2006, vendeu 1,2 milhão de cópias e arrecadou US $ 44 milhões nos EUA. A NextGen o classificou como o 43º jogo mais vendido lançado para PlayStation 2, Xbox ou GameCube nos EUA entre janeiro de 2000 e julho de 2006. As vendas combinadas da franquia Project Gotham Racing atingiram 2,1 milhões de unidades nos EUA em julho de 2006.

## Legado e série
O Project Gotham Racing lançou uma série que se tornou a principal franquia de jogos de corrida da Microsoft no Xbox. O título principal final, Project Gotham Racing 4, foi lançado na época em que a Bizarre Creations foi adquirida pela Activision. Após esta aquisição, a Bizarre Creations anunciou que PGR4 seria o último jogo produzido para a Microsoft, efetivamente levando o Forza Motorsport a substituí-lo como a principal franquia de corrida do Xbox.